# Hasselblad
Victor Hasselblad AB — шведська компанія, яка займається виробництвом середньоформатних фотоапаратів та фотографічного обладнання. Штаб-квартира знаходиться в Гетеборзі (Швеція).

## Історія
Компанія була заснована в 1841 році в Гетеборзі як торговельна компанія «F.W. Hasselblad & C». Син засновника Арвід Віктор Гассельблад цікавився фотографією і заснував фотографічний відділ у компанії. Корпоративна вебсторінка компанії Hasselblad цитує його вислів з цього приводу: «Безумовно, я не вважаю, що ми заробимо багато грошей, проте це дасть змогу робити нам фотографії безкоштовно».

### Початок діяльності
У 1877 році Арвід Гассельблад завершив будівництво офісного приміщення, яке використовувалось компанією до 2002 року.
Арвід познайомився з Джорджем Істменом — засновником компанії Eastman Kodak. У 1888 році Гассельблад став дистриб'ютором продукції Eastman Kodak у Швеції. Компанія успішно відкривала магазини й фотосалони по всій країні. Продажі Kodak йшли настільки успішно, що в 1908 році була створена спеціальна компанія Fotografiska AB.
Поступово управління компанією перейшло до Карла Ерика Гассельблада — онука засновника компанії. У 1924 році Віктор Гассельблад відправив Карла Ерика в Дрезден, який у той час був світовим центром оптичної промисловості. Карлу Ерику на той час було всього 18 років.
Карл Ерик декілька років вивчав роботу оптичної промисловості в Німеччині, Рочестері (Нью-Йорк), де він познайомився з Джорджем Істменом. Через суперечки з сім'єю у 1937 році Карл Ерик відкрив власний магазин і фотолабораторію в Гетеборзі.

### Друга світова війна
Під час Другої світової війни армія Швеції захопила німецький літак з фотоапаратом для аерозйомки. Імовірно, це був Handkammer HK 12.5 / 7×9 (GXN).
Весною 1940 року влада Швеції звернулося до Віктора Гассельблада з проханням створити камеру для повітряної розвідки. У квітні 1940 року він заснував у Гетеборзі майстерню під назвою Ross AB.
Майстерня знаходилася в одній будівлі з автомайстернею. Гассельблад вечорами разом з автомеханіком та його братом розробляли середньоформатну камеру HK7 для рулонної плівки завширшки 80 мм.
Наприкінці 1941 року в майстерні працювало 20 людей. Військово-повітряні сили Швеції попросили створити новий фотоапарат з великим розміром негатива: 12х12 см. Нова модель отримала позначення SKa4 і стала основою для декількох її варіантів. Усього з 1941 по 1945 роки Гассельбладом було створено 342 фотоапарати для армії Швеції. Також під час війни компанія Hasselblad виробляла годинники й компоненти до них. До кінця війни було створено понад 95 тисяч годинників.
У 1942 році помер Карл Ерик Гассельблад. Контроль над сімейною компанією прийняв Віктор Гассельблад.

### Після війни

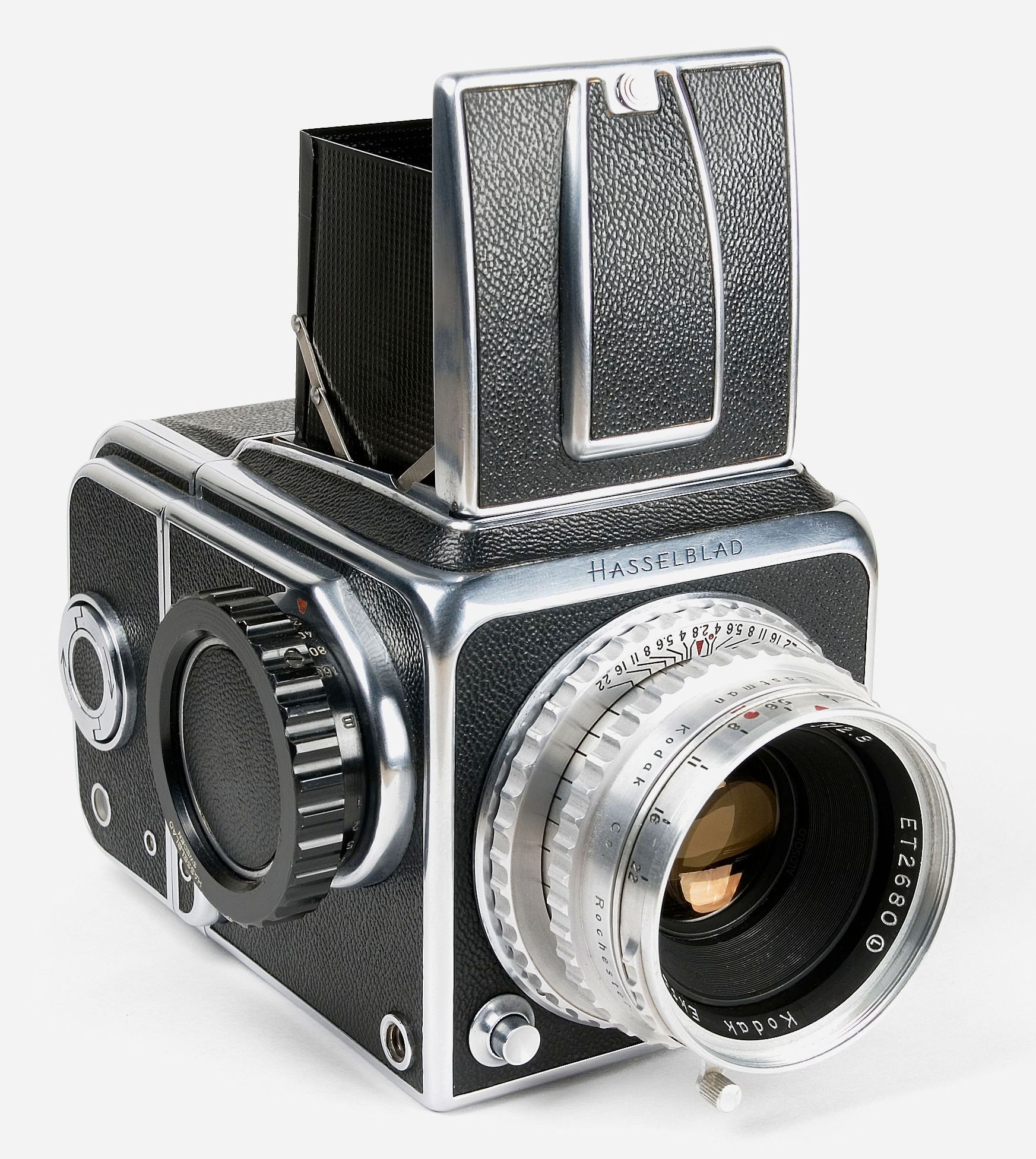
Hasselblad 1600F 1952 року. Розмір кадру 6×6 см.

Після війни компанія продовжила виробництво годинників, а також почалося виробництво слайд-проєкторів та автомобільних запчастин для компанії Saab.
Віктор Гассельблад мав намір організувати виробництво високоякісних цивільних фотоапаратів. У 1945—1946 роках він розробив першу модель у дерев'яному корпусі Rossex. Внутрішні механізми Rossex розробляв Сікстон Сасон — дизайнер Saab.
У 1948 році з'явився фотоапарат Hasselblad 1600F, виконаний за класичною схемою однооб'єктивного дзеркального фотоапарата й оснащений фокальним затвором з горизонтальним рухом шторок, виконаних з гофрованої нержавіючої сталі. Ця і всі наступні фотокамери були розраховані на формат кадру 6×6 см. Унікальними були швидкозмінні касети магазинного типу, завдяки ким можна було швидко міняти не тільки тип фотоматеріалу, але і формат кадру та плівку. Ця особливість характерна для наступних «Гассельбладів» усіх серій. Таке рішення давало змогу ті самі корпуси використовувати для зйомки як на звичайну плівку, так і на комплекти моментальної фотографії Polaroid, а згодом і для цифрової фотографії. Hasselblad 1600F для свого часу був найбільш оснащеною системною камерою і мав рекордно коротку витримку затвора для середнього формату: 1/1600 секунди. Однак недостатня надійність, виявлена під час експлуатації, потребувала більшої кількості доопрацювань, які відбувались у процесі виробництва. У 1949 році було вироблено близько 50 штук і 220 штук у 1950 році — вони називаються колекціонерами «Серія один». Друга серія 1600F вироблялась з 1950 по 1953 рік; усього було виготовлено близько 3300 фотокамер.
У 1953 році з'явився доопрацьована фотокамера Hasselblad 1000F (1000 — мінімальна витримка шторного затвора, F — фокальний затвор).
У 1954 році на виставці Photokina був представлений Hasselblad SWC з жорстко вбудованим надширококутним об'єктивом 38 мм SWA (англ. Supreme Wide Angle — надширококутний) доктора Бертеля з Carl Zeiss. Фотоапарат не мав дзеркального видошукача. Замість нього він оснащувався знімним телескопічним візиром, а фокусування здійснювалось по шкалі дистанцій. Центральний затвор вбудований в об'єктив конструкції з мінімальною дисторсією та віньєтуванням. Не звертаючи увагу на принципові відмінності попередніх моделей, з фотокамерою використовують стандартні магазини Hasselblad для плівки. Ця лінія надширококутних камер з невеликими змінами випускалась до 2002 року разом з фотокамерами зі змінною оптикою.

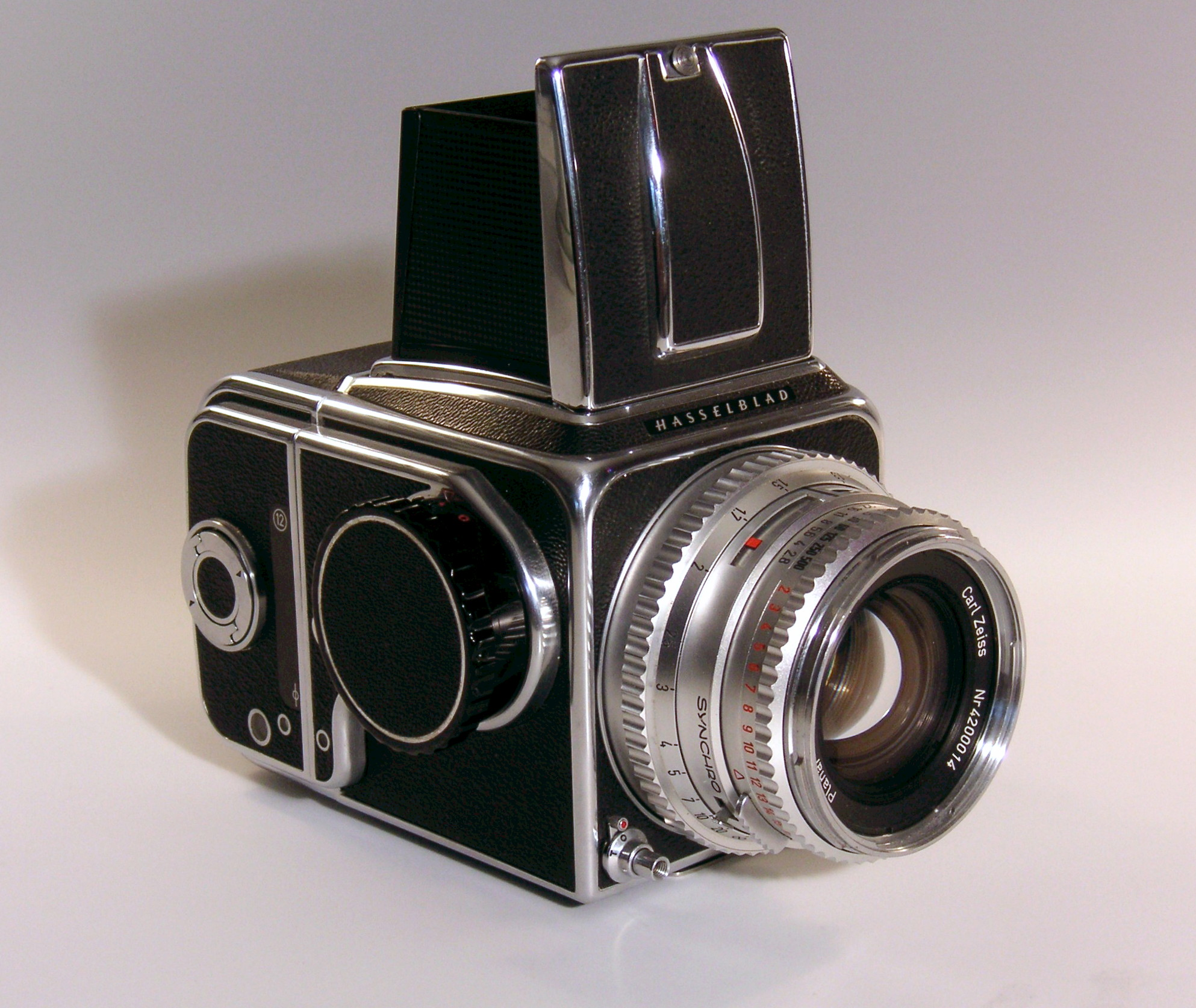
Hasselblad 500C.

У 1957 році камеру 1000F змінила модель Hasselblad 500C без фокального затвора, замість якого були встановлені світлозахисні стулки, що захищають фотоплівку від засвітлення при заміні об'єктива. Для камери випущена нова лінійка «C» об'єктивів з вбудованими центральними затворами «Synchro-Compur», які несумісні з минулими моделями.
Цифра «500» також відображає значення найкоротшої витримки затвора. Hasselblad 500C став основою для більшості фотоапаратів Hasselblad до 2008 року. Він поклав початок системі, названій згодом «V-system», що включає всі наступні фотоапарати, розраховані на використання плівки.
Виробництво фотоапаратів стало рентабельним тільки у 1960 році завдяки зниженню собівартості виробництва. Розміщення затвора в об'єктивах, які вироблялись на Carl Zeiss, здешевило фотоапарат, підвищивши доходи. Крім того, компанія продовжила продавати імпортні фотоматеріали, залишаючись дистриб'ютором Kodak.
У 1962 році NASA почало використовувати камери Hasselblad у своїх космічних польотах і попросило компанію внести в конструкцію деякі зміни. У підсумку 1965 року була розроблена Hasselblad 500EL з електроприводом. Цей фотоапарат став першою «моторизованою» середньоформатною камерою, таким чином наздогнавши малоформатний Nikon F, що отримав мотор шістьма роками раніше. Завдяки космічним програмам NASA, продукція Hasselblad набула широкої популярності та стала відомою серед професіональних фотографів. У 1966 році Гассельблад продав компанії Kodak свою компанію Fotografiska AB.

### 1970-ті та сучасність
У 1976 році Віктор Гассельблад продав компанію Hasselblad AB шведській інвестиційній компанії Säfveån AB. Віктор Гассельблад помер у 1978 році.
У 1977 році на ринок була випущена нова серія камер Hasselblad 2000FC, оснащена фокальним затвором і сумісна як з об'єктивами без затвора, так і з вбудованим центральним затвором.
Нова лінійка об'єктивів серії F для цього фотоапарата не була оснащена затвором. Коротка витримка нового фокального затвора з електронним керуванням становить 1/2000 секунди, що відображено у назві цієї лінійки.
У 1982 році Carl Zeiss почав виробництво ще однієї лінійки об'єктивів серії CF, оснащених центральним затвором Prontor і придатних для використання з «Гассельбладами» серій 500C и 2000CF. Використання цієї оптики з 2000-ю серією камер дає змогу обирати, який затвор використовувати залежно від завдання — фокальний чи центральний. При виборі центрального затвора фокальний переводиться в режим світлозахисної шторки без відпрацювання витримок. Для використання фокального затвора центральний вимикається установкою в режим «F».
У 1984 році Victor Hasselblad AB стала публічною компанією. 42,5 % її акцій були продані на Шведській біржі акцій. У 1985 році шведська компанія Incentive AB придбала 58,1 % акцій Hasselblad. У 1991 році Incentive AB викупила решту акцій, і Hasselblad знову став приватною компанією.
У 1985 році було створено дочірнє товариство Hasselblad Electronic Imaging AB.
У 1991 році було запущено виробництво нової 200-ї серії фотоапаратів, першим з яких став Hasselblad 205TCC. Лінійка стала розвитком серії 2000CF з фокальним затвором, але доповнена електронною автоматикою. Перша модель оснащена TTL-експонометром з точковим заміром. На відміну від інших моделей, що використовували для виміру експозиції змінну пентопризму, у новому фотоапараті система виміру була вбудована в корпус і розташована на допоміжному дзеркалі, що знаходився під основним. До того ж, камера оснащена автоматичним управлінням експозиції в режимі пріоритету діафрагми. Абревіатура «TCC» розшифровується як «Управління тональністю та контрастом» (англ. Tone and Contrast Control) і відображає особливості управління експозицією, що основується на зонній теорії Адамса.
У 1996 році компанія Hasselblad була продана компаніям UBS, Cinven і менеджерам Hasselblad.
У 1997 році було запущено виробництво нової лінійки малоформатних далекомірних фотоапаратів Hasselblad X-pan з панорамним форматом кадру 24×65 мм. Разробка цієї лінійки відбувалася разом з японською компанією Fujifilm.

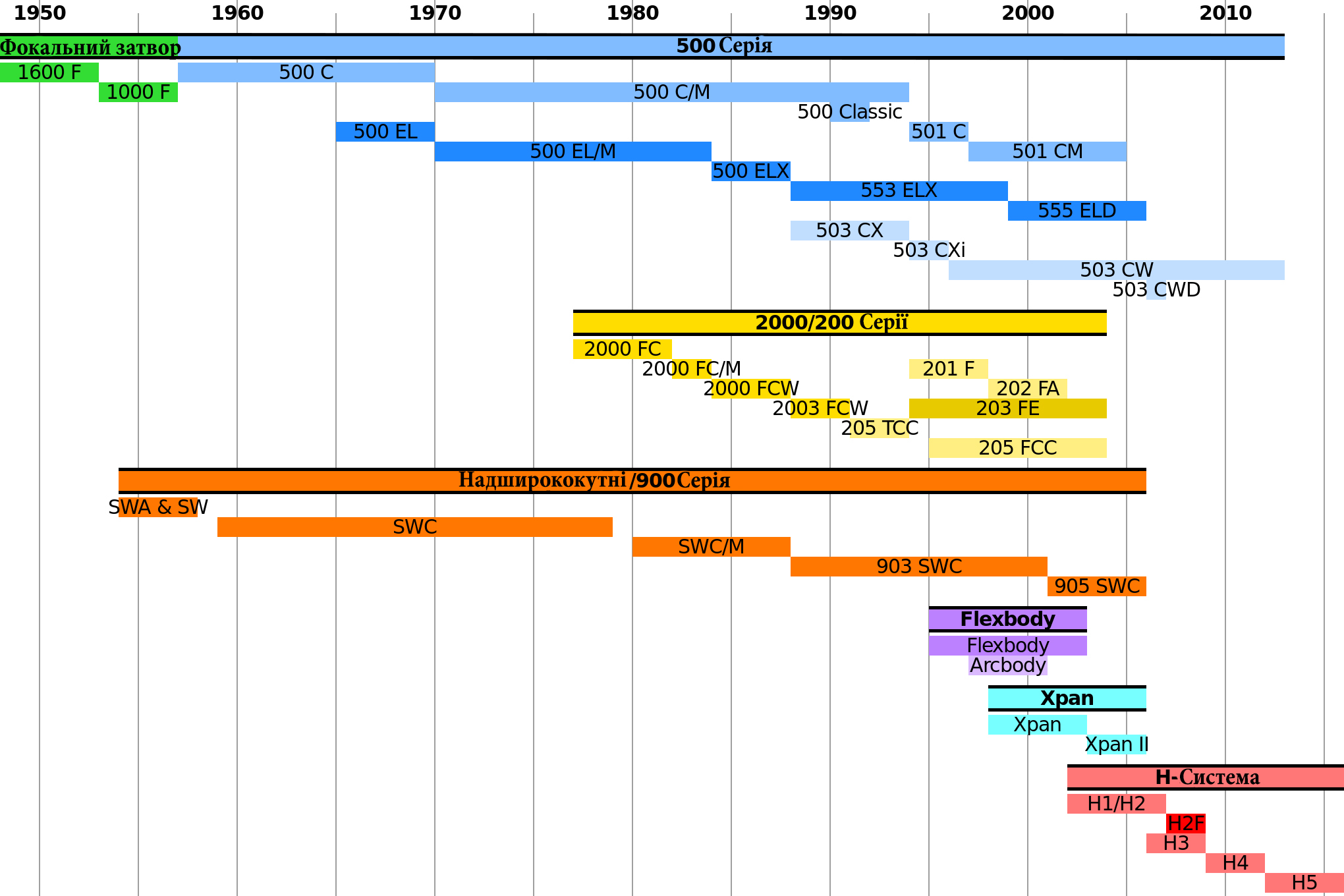
Часова шкала змін моделей

Компаняя Hasselblad у 2006 році представила перший фотоапарат нової лінійки Hasselblad HxD для професійних фотографів, а також перший у світі цифровий дзеркальний середньоформатний фотоапарат. Він має 39 Мпікс здатність, працює з власним фірмовим графічним форматом 3F RAW та власними носіями інформації Hasselblad. На 2013 рік компанія випускає п'яте покоління фотоапаратів цієї лінійки.
У травні 2013 року компанія заявила про зупинку виробництва фотоапаратів V серії.